# Květa Pacovská

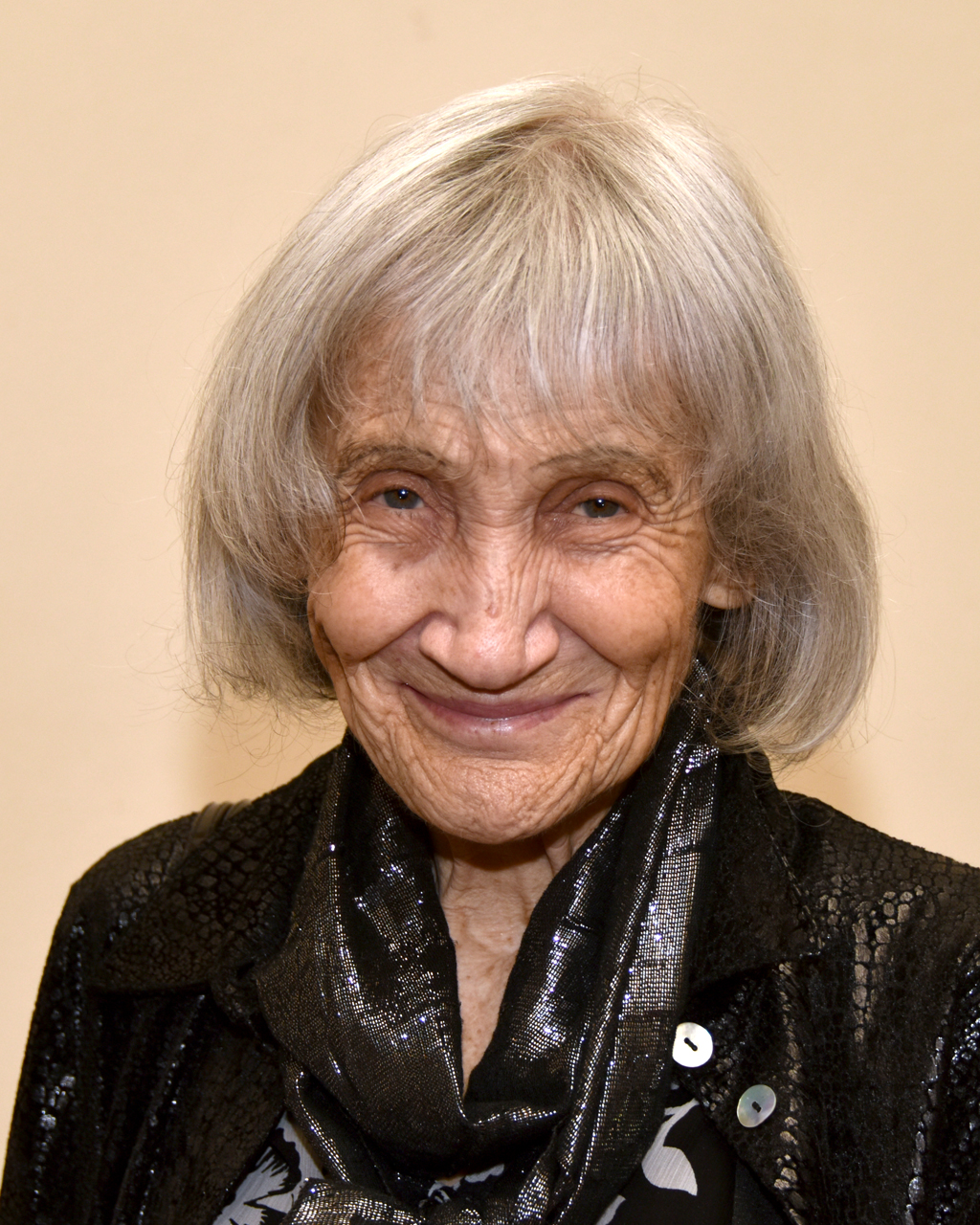
Květa Pacovská, 2019

Květa Pacovská (* 28. Juli 1928 in Prag; † 6. Februar 2023) war eine tschechische Künstlerin und Kinderbuchillustratorin.

## Leben
Květa Pacovská studierte an der Akademie für Angewandte Künste in Prag bei Emil Filla. Sie zeichnete und malte, sie fertigte Collagen und Papierobjekte (Konzeptkunst).
1992 erhielt Pacovská den Hans Christian Andersen Award, die höchste sowie angesehenste internationale Auszeichnung für Kinderbuchautoren und -illustratoren.
In den Jahren 1992 und 1993 arbeitete sie als Gastprofessorin an der Hochschule der Künste in Berlin. Zu ihren bekanntesten Werken zählen die vom Verlag Tivola veröffentlichten Spiele Alphabet und Das Mitternachtsspiel (Midnight Play). Im Spiel Alphabet werden die Spieler in die französische Sprache eingeführt. Und im Spiel Das Mitternachtsspiel, zu dem Michiru Ōshima die Musik komponierte, werden junge Spieler mit der Welt der Musikinstrumente und Klänge vertraut gemacht.

## Werke (Auswahl)
- eins, fünf, viele. Ravensburger Verlag, Ravensburg 1990, ISBN 3-473-33569-X
- Mitternachtsspiel. Neugebauer, Salzburg, München 1992, ISBN 3-851-95300-2
- rund und eckig. Formenspielbuch. Ravensburger Verlag Otto Maier, Ravensburg 1994, ISBN 3-473-33457-X
- Alphabet (CD-ROM). Ravensburger Verlag, 1996, ISBN 3-473-33367-0
- Rotrothorn: spielst auch du mit?. Spielbilderbuch. Ravensburger Verlag Otto Maier, Ravensburg 1999, ISBN 3-473-33771-4
- Das Mädchen mit den Schwefelhölzchen. 200 Jahre Hans Christian Andersen. (Übersetzt von Britta Coordes), Minedition, Kiel 2005, ISBN 978-3-86566-027-5.
- Brüder Grimm: Rotkäppchen, Michael Neugebauer Edition, Bargteheide 2007, ISBN 978-3-86566-068-8
- Die Einladung (Originaltitel:  L' invitation, übersetzt von Katrin Hogrebe), Aladin, Hamburg 2013, ISBN 978-3-8489-0000-8
- Mondgespräche, Minedition, Salzburg 2021, ISBN 978-3-03934-005-7[2]

## Auszeichnungen
- Deutscher Jugendliteraturpreis 1991
- Goldener Apfel BIB
- Premi Catalonia
- Goldene Letter
- Ehrendoktorat der Kingston University (Großbritannien) 1999

Die Universitätsbibliothek Johann Christian Senckenberg nahm im Jahr 2024 in einer Ausstellung mit dem Titel 'Bilder-Buch-Kunst. Mit Květa Pacovská in die Gegenwart' die Arbeiten der Künstlerin zum Ausgangspunkt, „um vielfältige Zugänge und Perspektiven auf Bilder-Buchprojekte und Bilder-Buchobjekte von Künstler*innen in den Blick zu nehmen“.